# Хлоридный канал 5
Хлоридный канал 5 (англ. chloride channel 5, CLC-5, CLCN5) — потенциал-зависимый хлоридный канал, из  суперсемейства CLCN. Канал обменивает ионы хлора Cl− на ионы водорода H+, то есть является антипортером. 
У человека он кодируется геном CLCN5, расположенным в X хромосоме.

## Патология
Мутации гена CLCN5 вызывают у человека почечные нарушения, известные как болезнь Дента, рецессивную гипофосфатемию и нефролитиаз 2-го типа (болезнь Дента 1).